# Granvitmossa
Granvitmossa (Sphagnum girgensohnii) är en klart grön vitmossa, som växer på fuktig mark i skog och längs kärr. Stammen kan bli ca 15 cm. Granvitmossa är vanlig i hela Sverige och trivs ofta på samma platser som stor björnmossa.